# Храмов, Вячеслав Владимирович
Вячеслав Владимирович Храмов (16 декабря 1950 — 17 января 2011, Самара, Российская Федерация) — советский и российский оперный певец, Народный артист России (2006).

## Биография
Окончил Челябинское музыкальное училище по классу вокалу, музыкальный факультет Уфимского государственного института искусств (1981).
Работал в Башкирском государственном театре оперы и балета, Волгоградской оперной антрепризе, Новосибирском театре оперы и балета, Омском государственном музыкальном театре, Саратовском театре оперы и балета, Челябинском театре оперы и балета.
С 1991 г. — солист Самарского театра оперы и балета. Среди ролей: Фигаро и Риголетто, Жорж Жермон и Амонасро, Щелкалов и Григорий Грязной, Князь Курлятев, Гамлет, Малюта Скуратов.

## Награды и звания
- Народный артист России (29.05.2006).
- Заслуженный артист России (30.05.1997).